# W (álbum)
W é o quarto álbum de estúdio da artista musical brasileira Wanessa. O seu lançamento ocorreu em 3 de agosto de 2005, através da editora discográfica Sony Music. Após dos muitos compromissos de sua agenda serem feitos e terminados, como o lançamento de seu primeiro álbum ao vivo, Transparente e aparecimentos na televisão, Camargo teve mais tempo para gravar o seu até então novo álbum. Neste meio tempo, seu produtor César Lemos, que mora nos Estados Unidos, apresentou o ritmo reggaeton para a cantora, a qual disse se "apaixonar de cara". Ela também teve participações nas letras do álbum de Jason Deere, um compositor estadunidense, as quais depois foram passadas de inglês para português. A cantora compôs onze das quinze faixas do álbum, o qual a mesma se distanciou mais da música romântica para experimentar novos estilos. 
W incorpora estilos diferentes de seus álbuns anteriores, que eram mais românticos, embora o início do disco seja assim, e experimente o rock em faixas como "Knock, Knock, Knock" e o dance e balada em faixas como "Amor, Amor" e "Meu Mundo Gira em Torno de Você". Após seu lançamento, o álbum conseguiu vender, até março de 2006, mais de 50 mil cópias no Brasil. O disco também conseguiu ser considerado um dos mais importantes e icônicos do pop brasileiro. 
De W, três singles foram emitidos em parte de divulgação do álbum. O primeiro, "Amor, Amor", obteve uma grande repercussão no Brasil. Seu vídeo musical foi gravado na Escola de Música da Universidade Federal do Rio de Janeiro, e foi dirigido por Victor Cesar Bota. O segundo, "Não Resisto a Nós Dois", ficou entre as trinta músicas mais tocadas na cidade de São Paulo, na semana do dia 22 e 29 de março de 2006, tendo como pico a terceira posição. O terceiro single intitulado "Louca" não teve algum tipo de vídeo musical ou divulgação. Outros singles promocionais também foram retirados do álbum, como "Relaxa" e "Culpada". Outra forma de promover o disco foi a artista lançar a turnê W In Tour... Era Uma Vez, a qual teve direção da atriz Marília Pêra.

## Antecedentes e desenvolvimento
Em outubro de 2002, Wanessa começou a apresentar o programa Jovens Tardes na Rede Globo, lançando seu terceiro álbum de estúdio autointitulado em dezembro daquele ano. O disco foi certificado ouro pela ABPD em 2003. No mesmo ano, a cantora gravou seu primeiro DVD; ela descreveu-o como a "realização de um sonho" e comentou que "tudo isso que está acontecendo é a materialização de um sonho. Desde pequena queria estar em cima do palco cantando. Mesmo quando dançava com meu pai e meu tio nos show deles, já sonhava com o meu momento". O produto foi distribuído em 24 de maio de 2004, com "Me Engana que Eu Gosto" sendo lançada como single no mesmo dia. A artista também fez várias aparições televisivas na época, como no programa infantil Sítio do Picapau Amarelo, estreando como atriz e interpretando Diana Dechamps, em Quebrando a Rotina, no qual a artista entrou apenas como participante, juntamente com Felipe Dylon.
Após terminar esses compromissos, a artista decidiu trabalhar em seu quarto álbum de estúdio. Ainda durante a gravação, seu produtor César Lemos apresentou-lhe o ritmo reggaeton, o qual a intérprete disse que se "apaixonou de cara" pois "tem uma batida que nos faz sentir vontade de dançar, de mexer a cintura". A cantora também escreveu onze das quinze faixas do álbum. Em entrevista ao portal Resenhando, ela disse compor "em horários inusitados, em momentos que estou sozinha e começo a escrever. Não tem hora, nem lugar certo".

## Composição
"Meu momento profissional tem sido de muito trabalho e novas parcerias. [...] Fiquei internada no estúdio 24 horas por dia. Foi fundamental para descobrir uma personalidade na minha música. Agora, minha canção é mais forte do que a minha palavra".

—Wanessa falando sobre sua mudança musical em W.
W é um álbum que deriva dos gêneros musicais pop, reggaeton e rock e sua composição consiste desde faixas românticas até músicas com o estilo eletrônico. A intérprete relatou no lançamento de seu disco que no processo de composição do mesmo, sua "vontade de desabafar foi grande demais" e que ficou "reclusa no final de 2004 para questionar a minha vida e meus sonhos". Ela também disse que o CD é "um grito de liberdade, um encontro comigo mesma". A música que inicia o álbum, "Relaxa", foi resenhada pelo Universo Musical, o qual disse que "versos à lá Roberto e Erasmo como "Viva a vida sem ter pressa / Ser feliz é o que interessa" e "A vida é sua, saiba viver" podem até ser um bom conselho para os outros, mas antes foram bem assimilados por quem os escreveu". "Minha Vida Gira em Torno de Você" é uma balada escrita pela intérprete e seu pai, Zezé di Camargo.
Terceira faixa do disco, "Culpada" tira o mito da eterna culpa masculina, revelando que mulheres também traem em linhas como "O sabor do pecado eu também já provei / Fui pior que você / Porque eu soube esconder". Já a quinta faixa do disco, "Não Resisto a Nós Dois", exibe riffs de guitarra, numa melodia roqueira. Outras faixas que exploram o rock incluem "Chamar Atenção" e "Knock, Knock, Knock", sendo que a última é voltada para o folk. A partir da nona faixa do disco, "Eu Sou", o estilo eletrônico começa. A versão original da composição de "Te Quero Só Pra Mim" se chama "Sure Thing", enquanto "Me Devorar" exibe influências da música disco. A décima segunda composição, "Amor, Amor", segue a linha do pop latino, tendo sido comparada pelo Universo Musical à trabalhos do grupo Rouge. A faixa "Meu Menino" faz uma citação a Prince, artista musical estadunidense. O disco termina com "Era uma Vez", única faixa a qual apenas Wanessa compôs.

## Divulgação

### Singles

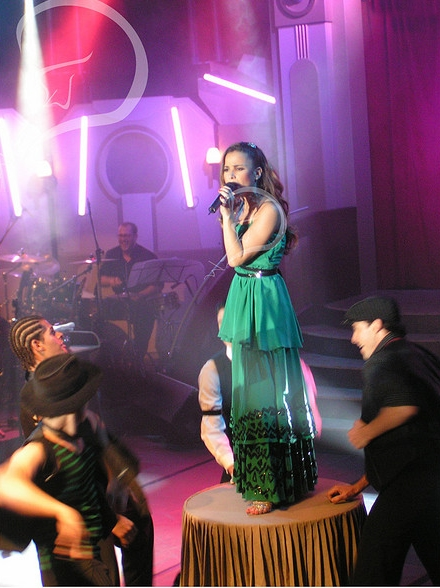
Wanessa apresentando "Amor, Amor" na turnê W in Tour... Era Uma Vez.

"Amor, Amor" foi lançada como primeiro single de W em 11 de junho de 2005. Obteve grande repercussão no Brasil, tornando-se uma das dez mais tocadas no país na semana de 10 de agosto daquele ano segundo medição feita pela Crowley Broadcast Analysis. Seu vídeo musical correspondente, dirigido por Victor Botta e gravado na Escola de Música da Universidade Federal do Rio de Janeiro, mostra Camargo executando passos de dança enquanto a música é reproduzida. Em fevereiro de 2006, "Não Resisto a Nós Dois" foi lançada como a segunda faixa de trabalho e repetiu o sucesso da antecessora, debutando na sexta posição entre as trinta mais tocadas em São Paulo na semana de 22 de março de 2006 e tornando-se a terceira com maior execução no estado na semana seguinte. O último single, "Louca", foi lançado em agosto daquele ano e foi divulgado apenas para rádios.

### W in Tour... Era Uma Vez
Para promover W, Wanessa embarcou na turnê W in Tour... Era Uma Vez. Dirigida pela atriz Marília Pêra, a excursão foi inspirada por musicais da Broadway e contava a história de Eva, uma garota que sonha em ser cantora, encara o ciúme de seu ex-noivo e abandona tudo para seguir na carreira. Na época, a cantora comentou sobre a turnê, dizendo que "é um show que deu certo e bem diferente do que o público brasileiro está acostumado a ver". Ela também disse, em entrevista para o Terra, que a digressão "tem muitas pinceladas de musical. Ao contrário dos anteriores que mostravam um roteiro com músicas e coreografias, este traz uma historinha".

## Lista de faixas
| N.º            | Título                               | Compositor(es)                                                           | Produtor(es)       | Duração |  |
| 1.             | "Relaxa (Don't Worry About A Thing)" | Jason Deere, Krystin Osborn, Wanessa Camargo[A]                          | Deere              | 3:31    |  |
| 2.             | "Minha Vida Gira Em Torno de Você"   | Wanessa Camargo, Zezé di Camargo                                         | César Lemos        | 3:26    |  |
| 3.             | "Culpada (Más Mala Que Tú)"          | Claudia Brant, Gabriel Flores, César Lemos[A]                            | Lemos              | 3:50    |  |
| 4.             | "Eu Vou Sonhar (Please Don't Smile)" | Deere, Trina Harmon, Wanessa Camargo[A]                                  | Deere              | 3:54    |  |
| 5.             | "Não Resisto a Nós Dois"             | Zé Henrique, Sérgio Knust, Marcelão, Carlos Colla                        | Lemos              | 4:10    |  |
| 6.             | "Louca"                              | Lemos, Karla Aponte                                                      | Lemos              | 3:56    |  |
| 7.             | "Chamar Atenção (Sick Inside)"       | Deere, Kevin Kadesh, Wanessa Camargo[A]                                  | Deere              | 3:23    |  |
| 8.             | "Knock, Knock, Knock (Up, Up, Up)"   | Emanuel Olsson, Jeanette Olsson, Milton Guedes[A]                        | Deere              | 3:21    |  |
| 9.             | "Eu Sou (Vertigo)"                   | Henirik Korpi, Mthias Johansson, Gary Clark, Wanessa Camargo[A]          | Apollo 9, DJ Zégon | 3:47    |  |
| 10.            | "Te Quero Só Pra Mim (Sure Thing)"   | Deere, Harmon, Paisley Van Patten, Wanessa Camargo[A]                    | Deere              | 3:52    |  |
| 11.            | "Me Devorar (Mysterious)"            | Johan Gunnarsson, Mikael Andersson, Ove Andre Brenna, Wanessa Camargo[A] | Apollo 9, DJ Zégon | 2:44    |  |
| 12.            | "Amor, Amor"                         | Lemos, Aponte                                                            | Lemos              | 2:57    |  |
| 13.            | "Meu Menino"                         | Wanessa Camargo, Mello Jr., Apollo 9                                     | Apollo 9, DJ Zégon | 4:00    |  |
| 14.            | "Festa na Floresta"                  | Wanessa Camargo, Apollo 9                                                | Apollo 9, DJ Zégon | 3:17    |  |
| 15.            | "Era Uma Vez"                        | Wanessa Camargo                                                          | Apollo 9, DJ Zégon | 3:50    |  |
| Duração total: | Duração total:                       | Duração total:                                                           | Duração total:     | 54:04   |  |

Notas
A  - denota tradutores

## Créditos
Todo o processo de elaboração de W atribui os seguintes créditos:
Locais de gravação
| - Midas Studios (São Paulo, São Paulo) - Thelma's East (Nashville, Tennessee) - Miami Beat Studios (Miami, Flórida) | - Estúdios da Ludwig van (São Paulo) - Estúdios Mega (São Paulo) - The Living Room (Miami, Flórida) |

Visuais e imagens
| - J.R. Duran: fotografia - Daniela Conolly: direção artística, projeto gráfico - Sandro Mesquita: coordenação artística, tratamento de imagens | - Rodrigo Gunfeld: estilista - Ale de Souza: maquiagem |

Produção
| - Wanessa Camargo: composição, tradução, vocalista principal, vocalista de apoio, coro - César Lemos: composição, produção, sintetizadores, baixo, violão de seis cordas, violão de doze cordas, guitarras, coro - Jason Deere: composição, produção, gravação de vocais, guitarras elétricas, violão, baixo, arranjos, vocalista de apoio - Kyristin Osborn: composição - Trina Harmon: composição - Zé Henrique: composição - Sérgio Knust: composição - Karla Aponte: composição - Kenirik Korpi: composição - Mthias Johansson: composição - Gary Clark: composição - Apollo 9: composição, produção, teclados, programação, software Native Instruments, guitarra, sintetizadores, goland, GR-707, clavinet Hohner, NI Battery, mellotron, samplers, Kong Triton Extreme, Arp 2600 - Mello Jr: composição - DJ Zégon: produção, batidas - Andy Viccente: bateria - Louis Richy: teclados, loops - Silvio Richetto: gravação de vocais, engenharia de gravação, engenharia de mixagem, mixagem | - Paisley van Patten: composição - Marcelão: composição - Carlos Colla: composição - Zezé di Camargo: composição - Claudia Brant: composição - Gabriel Flores: composição - Emanuel Olsson: composição - Jeanette Olsson: composição - Johan Gunnarsson: composição - Mikael Andersson: composição - Ove Andre Brenna: composição - Milton Guedes: composição, tradução - Carlos Valentin: assistência de mixagem - Brendan Duffey (Brandão): engenharia de mixagem, engenharia de gravação - Iara Negrete: vocalista de apoio - Lampadinha: engenharia de gravação - Konstantine Leitvineco: violoncelo - Ramón Calderas: percussão - David "O Marroquino" Corços: mixagem - Lucas Mayer: guitarras - José Nigro: baixo, baixo solo - Tatá Squalla: guitarra funk |

## Histórico de lançamento
O álbum foi lançado no Brasil em 8 de agosto de 2005, através da Sony Music do país. Três anos depois, em 14 de julho de 2008, foi distribuído em territórios como França, Itália e Espanha para compra digital na Amazon.
| País    | Data                | Formato(s)           | Gravadora         |
| ------- | ------------------- | -------------------- | ----------------- |
| Brasil  | 8 de agosto de 2005 | CD, download digital | Sony Music Brasil |
| França  | 14 de julho de 2008 | Download digital     | RCA Records       |
| Itália  | 14 de julho de 2008 | Download digital     | RCA Records       |
| Espanha | 14 de julho de 2008 | Download digital     | RCA Records       |